# Das (Girona)
Das, Catalonia település Spanyolországban, Girona tartományban. Das Alp, Bagà, Urús, Prats i Sansor, Isòvol, Ger és Fontanals de Cerdanya községekkel határos. Lakosainak száma 270 fő (2024).

## Népesség
A település népessége az elmúlt években az alábbi módon változott:
| Lakosok száma | 291  | 343  | 243  | 237  | 138  | 165  | 227  | 220  | 253  | 270  |
|               | 1717 | 1887 | 1936 | 1960 | 1986 | 2004 | 2009 | 2014 | 2019 | 2024 |